# Eduardo Zuleta
Eduardo Zuleta (Guayaquil, 19 novembre 1935 – Guayaquil, 1º aprile 2024) è stato un tennista ecuadoriano.

## Biografia
Esordì ai Giochi Panamericani del 1959. Vinse il suo primo titolo in singolo nel 1960 al Tennessee Valley Invitation. Fece parte della squadra ecuadoriana di Coppa Davis nel 1961 e nel 1963 ottenendo sei successi e altrettante sconfitte.
Nel torneo di Cincinnati raggiunse le semifinali nel 1961, i quarti di finale nel 1963, e gli ottavi di finale sia nel 1959 che nel 1960. Nel 1964 Zuleta vinse l'Austin Smith Championships a Fort Lauderdale, in Florida, sconfiggendo nell'ordine Frank Froehling, Lester Sack, Thomaz Koch, e Gardnar Mulloy in una finale di cinque set. Nel 1964 vinse il Tournoi d'août du Touquet a Le Touquet, in Francia, contro Bernard Paul.
Nel 1969 vinse il suo quarto titolo consecutivo ai Campionati della Florida del Sud, sconfiggendo Guillermo Vilas in una semifinale combattuta. Conquistò il Florida State Championships due volte a Orlando nel 1967 e nel 1969. Trionfò al Leverkusen International in Germania nel 1964. Nel 1970 vinse il La Baule International battendo in finale Pierre Jauffret al quinto set. Giocò il suo ultimo torneo di singolare alle qualificazioni del Roland Garros nel 1979.
Zuleta morì a Guayaquil il 1º aprile 2024 all'età di 88 anni.